# Побуна сејмена и домобрана
Побуна сејмена и домобрана (или Хризејеви устанци) је избила 26. и 27. фебруара 1655. у Влашкој.
Времена догађаја су контроверзна, али разлог је жеља Константина Шербана да се лиши услуга сејмена, којима се Матеју Басараб у потпуности ослањао. На почетку устанка убијено је између 14 и 32 бојара. 
Устанак је и преторијанске и народностне. На челу је Хризеја од Богданија — мачевалац и хранитељ. Хризеја је чувар кревета, бравар и чашник, попут свог свекрва, који се звао Драгутин или Драгомир — под Матејом Басарабом.
Устанак је угашен након битке код Хоплеје.